# Barney Clark

Barney Ivan S. Clark (25 de junio de 1993, Hackney, Londres) es un actor inglés que ha participado en diversas series de televisión y en varias películas, entre las que destaca Oliver Twist (2005) de Roman Polanski.

## Biografía
De madre australiana y padre inglés, posee la doble nacionalidad, aunque nació y reside aún en Londres.
Barney demostró un gran interés por la interpretación muy temprano: con tres años de edad le regalaron un teatro de marionetas, con el que creaba sus propios shows para familiares y amigos. Su primera actuación llegaría en el parvulario, interpretando al pájaro carpintero de la "Caperucita Roja". Durante su etapa en la escuela primaria mostró un creciente interés por la interpretación e intervino en diversas representaciones para los padres, entre ellas varias obras navideñas. Le ofrecieron interpretar al Príncipe Azul en La Cenicienta pero Eligió el papel de la malvada madrastra por considerarlo más divertido. Un amigo de la familia coescribió y dirigió la película "The Lawless Heart" dándole a Barney el papel de James, el hijo del personaje principal, interpretado por Bill Nighy. La grabación tuvo lugar en Essex durante el invierno del 2000, y fue la primera vez en que Barney se desplazó para grabar. A pesar de que se trataba de un papel pequeño -la frase principal pronunciada por Barney era: "Quiero patatas fritas"- dispararía su entusiasmo por conseguir más papeles de verdad. Su interpretación en The Lawless Heart llamó la atención de un agente y le proporcionó varios cástines. Sus padres prefirieron que no participase ni en anuncios ni en publicidad (a pesar de que recibió ofertas) con el fin de poder mantener su privacidad y crecer de forma natural. En el año 2003, Joyce Nettles, una de las directoras del Anna Scher Theatre, se vio involucrada en el casting de la serie bélica de la ITV 1 "Foyle's war", protagonizada por Michael Kitchen. Joyce visitó una de las clases de interpretación en las que participaba Barney y le invitó a presentarse a la audición de un capítulo llamado "War Games". Barney obtuvo el papel de Tim, un niño energético y desvergonzado que junto con otro chico queda bajo la tutela del personaje interpretado por Honeysuckle Weeks. 
Barney participó en la filmación durante diez días en el verano de 2003, y la serie se emitió en horario de máxima audiencia los domingos de noviembre del mismo año. En septiembre del 2003, Barney fue invitado a participar en las clases profesionales del Anna Scher Theatre, siendo uno de los niños más jóvenes en poder unirse a estas clases.

## Filmografía
Cine:
| Año  | Título            | Papel        | Doblaje español  |
| ---- | ----------------- | ------------ | ---------------- |
| 2007 | Moog              | Moog         | No se ha doblado |
| 2007 | Savage Grace      | Tony de niño |                  |
| 2005 | Oliver Twist      | Oliver       | Graciela Molina  |
| 2001 | The lawless heart | James        | No se ha doblado |

Televisión:
| Año     | Título                            | Papel                   | Notas                      |
| ------- | --------------------------------- | ----------------------- | -------------------------- |
| 2005    | Wetten Dass? (programa TV Alemán) | Entrevista Oliver Twist | Acompañado con Ben Kinsley |
| 2004-05 | The Brief                         | Zack Farmer             |                            |
| 2003    | Foyle's War                       | Tim Howard              | Episodio "War Games"       |